# Comuna Harkivka, Mankivka
Harkivka (în ucraineană Харківка) este o comună în raionul Mankivka, regiunea Cerkasî, Ucraina, formată din satele Harkivka (reședința) și Mala Mankivka.

## Demografie
Componența lingvistică a comunei Harkivka
     Ucraineană (98,16%)
     Rusă (1,55%)
     Alte limbi (0,14%)
Conform recensământului din 2001, majoritatea populației comunei Harkivka era vorbitoare de ucraineană (98,16%), existând în minoritate și vorbitori de rusă (1,55%).